# (73182) 2002 HY14
(73182) 2002 HY14 – planetoida z pasa głównego asteroid okrążająca Słońce w ciągu 3,72 lat w średniej odległości 2,4 j.a. Odkryta 17 kwietnia 2002 roku.